# Виолетов цвят
Виолетовото е цветът на светлината в края на късата дължина на вълната на видимия спектър, между синьото и невидимото ултравиолетово. Това е един от седемте цвята, които Исак Нютон обозначава при разделянето на спектъра на видимата светлина през 1672 г. Виолетовата светлина има дължина на вълната между приблизително 380 и 435 нанометра. Името на цвета произлиза от цветето виолетка (теменуга).

## Етимология
Думата „виолетово“ като име на цвят произлиза от средноанглийското и старофренското violete, на свой ред от латинското viola, името на теменугата. Първата записана употреба като име на цвят на английски е през 1370 г.
- Диптихът на Уилтън (1395), рисуван за крал Ричард II.
- Ангел във виолетови дрехи от „Възкресение Христово“ от Рафаел (1483 – 1520).